# Sciophila stellata
Sciophila stellata är en tvåvingeart som beskrevs av Soli 1997. Sciophila stellata ingår i släktet Sciophila och familjen svampmyggor. Inga underarter finns listade i Catalogue of Life.